# Jennifer Rowe
Jennifer June Rowe, nota anche con lo pseudonimo di Emily Rodda (Sydney, 2 aprile 1948), è una scrittrice australiana.
Scrive romanzi gialli firmandosi col proprio nome e libri diretti a un pubblico meno adulto, prevalentemente di genere fantasy, con lo pseudonimo. Alcuni suoi gialli hanno ispirato gli episodi della serie televisiva australiana Murder Call.

## Biografia
Laureata in letteratura inglese all'Università di Sydney nel 1973, ha cominciato scrivendo libri per bambini, ed è la sola persona ad aver vinto per ben cinque volte il premio per il libro dell'anno del Children's Book Council of Australia. Nel 1995 ha vinto la Dromkeen Medal. Nel 2008 ha vinto l'Aurelia Award per il miglior romanzo per bambini per Il castello di nuvole (The Wizard of Rondo).
Si è stabilita nelle Blue Mountains del Nuovo Galles del Sud con suo marito, Bob Ryan. Ha avuto quattro figli, tra cui la cantautrice Kate Rowe.

## Opere
Finders Keepers
1. Finders Keepers (1990) – inedito
2. The Timekeeper (1992) – inedito

Rowan (Rowan of Rin)
1. La profezia della strega  (Rowan of Rin, 1993) (Piemme,[2] 2007)
2. Il nemico nascosto (Rowan and the Travellers, 1996) (Piemme,[3] 2007)
3. Il guardiano del cristallo (Rowan and the Keeper of the Crystal, 1998) (Piemme,[4] 2008)
4. Il ritorno dell'eroe (Rowan and the Zebak, 1999) (Piemme,[5] 2008)
5. Il guerriero dei ghiacci (Rowan of the Bukshah, 2003) (Piemme,[6] 2009)

Lily nel regno delle fate (Fairy Realm)
1. Il bracciale dei desideri (The Charm Bracelet, 1994) (Piemme,[7] 2007)
2. Le ali magiche (The Flower Fairies, 1994) (Piemme,[8] 2007)
3. La valle nascosta (The Third Wish, 1995) (Piemme,[9] 2008)
4. La gemma delle sirene (The Last Fairy-Apple Tree, 1995) (Piemme,[10] 2008)
5. La chiave incantata (The Magic Key, 1995) (Piemme,[11] 2009)
6. L'unicorno bianco (The Unicorn, 1996) (Piemme,[12] 2009)
7. The Star Cloak (2005) – inedito
8. The Water Sprites (2005) – inedito
9. The Peskie Spell (2006) – inedito
10. The Rainbow Wand (2006) – inedito

Il magico mondo di Deltora (Deltora Quest)
1. Le foreste del silenzio (The Forests of Silence, 2000) (Piemme,[13] 2001)
2. Il lago delle nebbie (The Lake of Tears, 2001) (Piemme,[14] 2001)
3. La città dei topi (City of the Rats, 2001) (Piemme,[15] 2002)
4. Il deserto delle sabbie mobili (The Shifting Sands, 2001) (Piemme,[16] 2002)
5. La montagna del terrore (Dread Mountain, 2001) (Piemme,[17] 2002)
6. Il labirinto della bestia (The Maze of the Beast, 2001) (Piemme,[18] 2002)
7. La valle degli incantesimi (The Valley of the Lost, 2002) (Piemme,[19] 2002)
8. La città delle sette pietre (Return to Del, 2002) (Piemme,[20] 2002)

Ritorno a Deltora (Deltora Quest 2/Deltora Shadowlands)
1. La caverna della paura (Cavern of the Fear, 2002) (Piemme,[21] 2004)
2. L'isola dell'illusione (The Isle of Illusion, 2002) (Piemme,[22] 2004)
3. Le Terre dell'ombra (The Shadowlands, 2004) (Piemme,[23] 2004)

Il segreto di Deltora (Deltora Quest 3/Dragons of Deltora)
1. Il nido del drago (Dragon's Nest, 2005) (Piemme,[24] 2005)
2. La porta delle ombre (Shadowgate, 2005) (Piemme,[25] 2005)
3. L'isola delle tenebre (Isle of the Dead, 2005) (Piemme,[26] 2006)
4. La notte dei draghi (The Sister of the South, 2005) (Piemme,[27] 2006)

Nelle terre di Rondo (Rondo)
1. La maga dello scrigno (The Key to Rondo, 2007) (Piemme,[28] 2010)
2. Il castello di nuvole (The Wizard of Rondo, 2008) (Piemme,[29] 2011)
3. Il drago di fuoco (The Battle for Rondo, 2009) (Piemme,[30] 2012)

The Three Doors
1. The Golden Door (2011) – inedito
2. The Silver Door (2011) – inedito
3. The Third Door (2011) – inedito

Stella di Deltora (Star of Deltora)
1. La figlia del traditore (Shadows of the Master, 2015) (Piemme,[31] 2017)
2. Two Moons (2015) – inedito
3. The Towers of Illica (2016) – inedito
4. The Hungry Isle (2016) – inedito